# Doris nobilis
Doris nobilis is een slakkensoort uit de familie van de Dorididae. De wetenschappelijke naam van de soort werd voor het eerst geldig gepubliceerd in 1907 door Odhner.